# 爱马仕Baby打字机

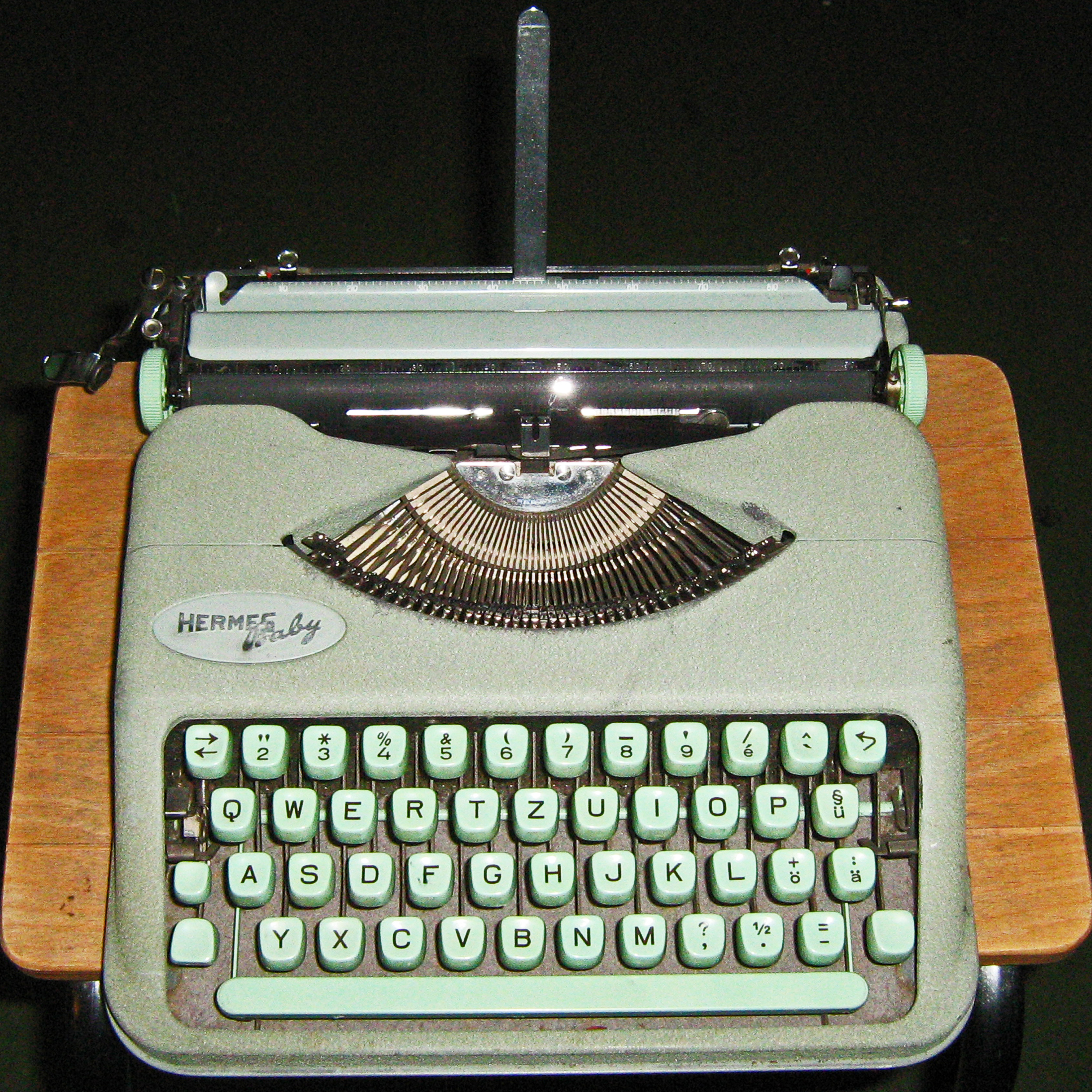

爱马仕打字机是前瑞士精密机械制造厂在1935到1989年之间生产的一款打字机。它最初的设计宗旨是轻和薄。因此它只有6cm的高度和4kg的重量。当初1935年上市时，它的价格是160瑞士法郎，比当时所有竞争机型都便宜，所以很快占领了市场。同年，Hermes Baby出口42000台，成为当时最成功的打字机，瑞士藉此成为继美、德之后的第三大打字机出口国。
Hermes Baby以其精密的做工和简洁的外表受到当时很多著名作家的欢迎。比如美国作家欧内斯特·海明威、约翰·斯坦贝克（诺贝尔文学奖得主）。瑞士女作家Friederike Mayröcker把Hermes Baby作为结婚的嫁妆。在瑞士小说家马克斯·弗里施的小说《玻璃玫瑰（Homo faber） 》中提到了这款打字机。另一位瑞士音乐家兼艺术家迪特尔·迈耶（Dieter Meier）还专门写了一本名为《Hermes Baby》的书，其中还有一首同名诗。著名的瑞士厨师Betty Bossi也曾用这台打字机写过他著名的食谱。